# III. třída okresu Hradec Králové 2010/2011
V utkáních III. třídy okresu Hradec Králové 2010/2011, jedné ze skupin 9. nejvyšší fotbalové soutěže v Česku, se utkalo 14 týmů dvoukolovým systémem podzim – jaro. Tento ročník začal v srpnu 2010 a skončil v červnu 2011.
Postup do II. třídy okresu Hradec Králové 2011/2012 si zajistil vítězný tým TJ Sokol Lovčice. Sestoupily poslední 2 týmy SK Starý Bydžov a AFK Dobřenice.

## Konečná tabulka III. třídy okresu Hradec Králové 2010/2011
| Poř. | Tým                              | Z  | V  | R | P  | VG | OG | B  |
| ---- | -------------------------------- | -- | -- | - | -- | -- | -- | -- |
| 1.   | TJ Sokol Lovčice (S)             | 26 | 20 | 4 | 2  | 80 | 21 | 64 |
| 2.   | TJ Sokol Sendražice (N)          | 26 | 17 | 6 | 3  | 79 | 36 | 57 |
| 3.   | RMSK Cidlina Nový Bydžov "C"     | 26 | 15 | 6 | 5  | 68 | 51 | 51 |
| 4.   | FC Spartak Kobylice "B"          | 26 | 13 | 5 | 8  | 62 | 47 | 44 |
| 5.   | AFK Urbanice                     | 26 | 9  | 6 | 11 | 43 | 51 | 33 |
| 6.   | TJ Sokol Malšova Lhota           | 26 | 9  | 6 | 11 | 43 | 47 | 33 |
| 7.   | TJ Sokol Skřivany                | 26 | 9  | 4 | 13 | 42 | 49 | 31 |
| 8.   | FK Černilov "B"                  | 26 | 8  | 7 | 11 | 38 | 54 | 31 |
| 9.   | TJ Sokol Ohnišťany (N)           | 26 | 8  | 5 | 13 | 51 | 68 | 29 |
| 10.  | Sokol Lhota pod Libčany "B"      | 26 | 7  | 7 | 12 | 52 | 53 | 28 |
| 11.  | SK Slavia Libřice                | 26 | 7  | 7 | 12 | 43 | 52 | 28 |
| 12.  | TJ Sokol Nové Město nad Cidlinou | 26 | 8  | 4 | 14 | 43 | 61 | 28 |
| 13.  | SK Starý Bydžov                  | 26 | 8  | 3 | 15 | 42 | 61 | 27 |
| 14.  | AFK Dobřenice                    | 26 | 8  | 2 | 16 | 38 | 73 | 26 |

Poznámky:
- Z = Odehrané zápasy; V = Vítězství; R = Remízy; P = Prohry; VG = Vstřelené góly; OG = Obdržené góly; B = Body; (S) = Mužstvo sestoupivší z vyšší soutěže; (N) = Mužstvo postoupivší z nižší soutěže (nováček)

|  | Postup do II. třídy okresu Hradec Králové 2011/2012 |
|  | Sestup do IV. třídy okresu Hradec Králové 2011/2012 |